# Kapel Lorette

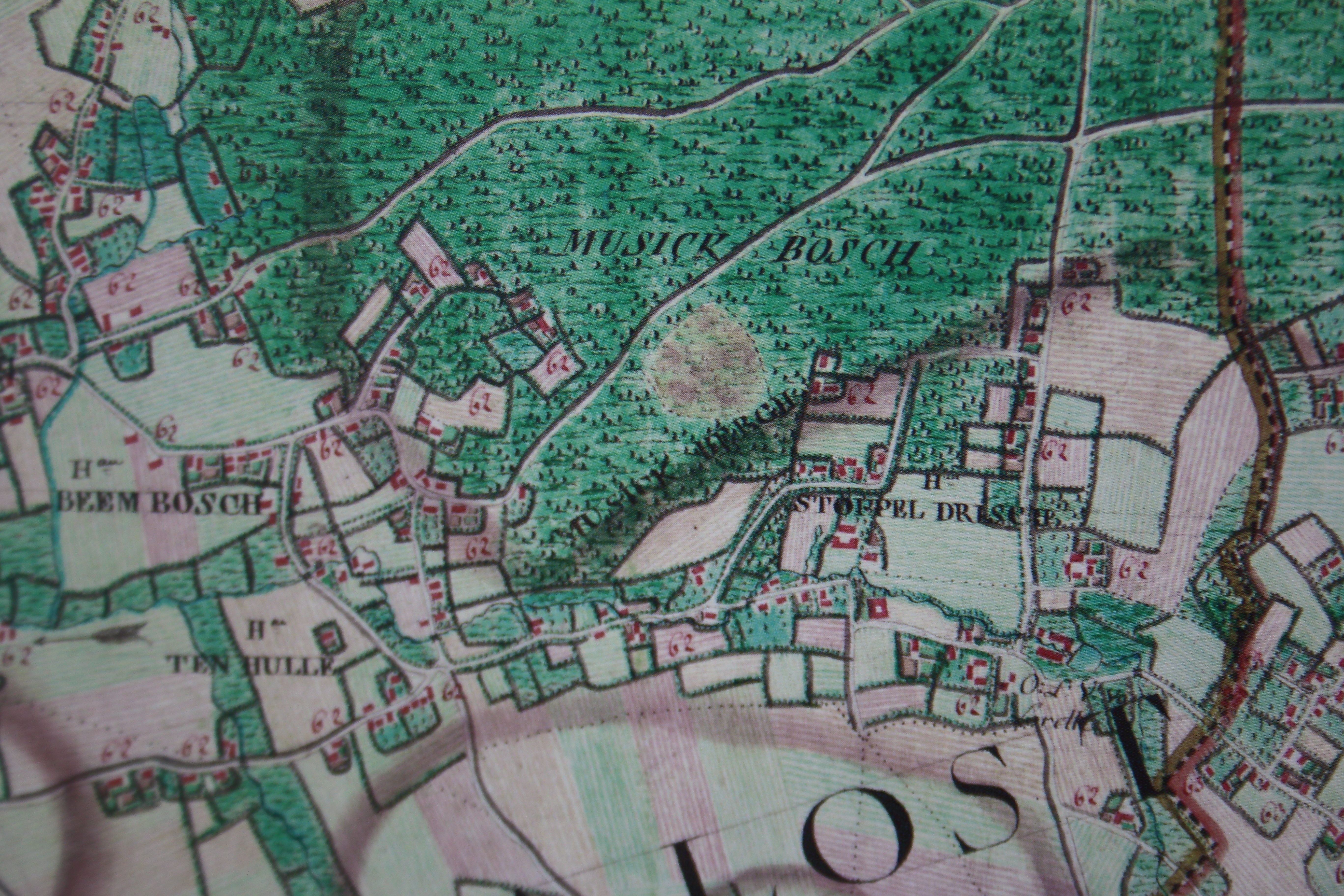
Kapel Lorette op de Ferrariskaart

De Kapel Lorette of Kapel van Onze-Lieve-Vrouw van Loreto  is een kapel in de Vlaamse Ardennen op de zuidflank van de Muziekberg, in de IJsmolenstraat vlak bij het Muziekbos in het Belgische Ronse. De kapel werd gebouwd in 1676 door de toenmalige pastoor van de Sint-Martinusparochie Christophe De le Tenre op grond die werd geschonken door landbouwer Hermes Haustraete. Zo konden de gelovigen op zondag naar de mis zonder naar Ronse te hoeven gaan. De bakstenen kapel met zandstenen sokkel is een rechthoekig gebouw met een klein koor. Het zadeldak is met leien bedekt. Tijdens de Franse Revolutie werd de kapel verkocht aan een lokale boer, die het gebouw als schuur gebruikte. Enkele families kochten begin 19de eeuw het gebouw over van de boer. Sinds 1922 is het gebouw opnieuw opengesteld. De jaarlijkse Fiertel houdt er halt en de jaarlijkse noveen van Maria-Boodschap (rond 25 maart) wordt er nog steeds gehouden. Sinds 1947 is de kapel als monument beschermd.